# Hoddom Castle

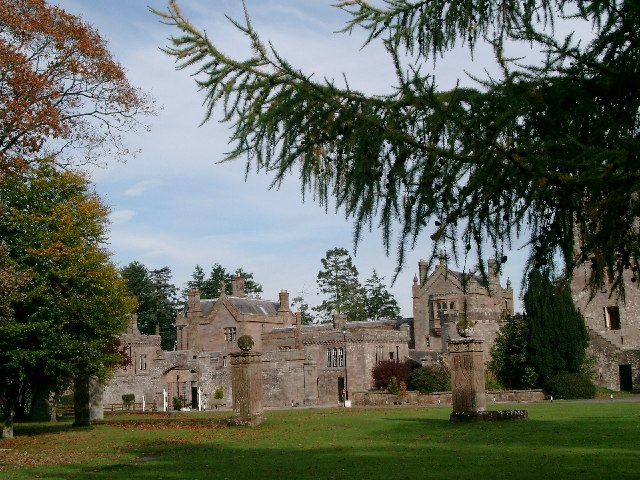
Hoddom Castle

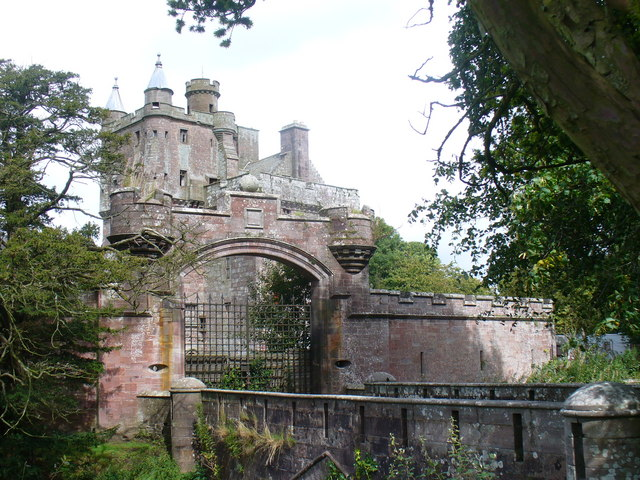
Hauptportal und Turm

Hoddom Castle ist eine Burg in Schottland. Sie befindet sich südwestlich von Hoddom rund vier Kilometer nordwestlich der Ortschaft Brydekirk in der Council Area Dumfries and Galloway in einem Mäander des Flusses Annan.
Die Burg wurde im 16. Jahrhundert als L-förmiges Tower House auf einer Motte erbaut und in den folgenden Jahrhunderten erweitert. 1971 wurde das Bauwerk in die schottischen Denkmallisten in der höchsten Denkmalkategorie A aufgenommen. 1990 wurde Hoddom Castle in das schottische Register gefährdeter denkmalgeschützter Bauwerke aufgenommen. Zuletzt 2014 wurde sein Zustand als schlecht, jedoch bei moderatem Risiko eingestuft.

## Geschichte
Die Ländereien von Hoddom gehörten zum Herrschaftsgebiet des Clans Maxwell. Dieser errichtete um ihren Stammsitz Caerlaverock Castle im Süden Schottlands eine Linie aus Wehrbauten. Zu diesen zählt Hoddom Castle, das in der Mitte des 16. Jahrhunderts als Tower House unter John Maxwell erbaut wurde. Obschon die Anlage als schwer zu bezwingen galt, wurde sie 1568 nach eintägiger Belagerung von Truppen des Regenten Moray eingenommen. Dieser überließ die Burg James Douglas, 7. Baron Drumlanrig als Hauptsitz zur Verwaltung der westlichen Marschen. Ein Jahr später wurde Hoddom Castle von Truppen aus der Gefolgschaft der Königin Maria Stuart zurückerobert. Bereits 1570 nahmen englische Truppen die Festung ein und sprengten den Turm.
Richard Murray erhielt Hoddom Castle von John Maxwell, 6. Lord Herries of Terregles und setzte es instand. Es ging 1653 an David Carnegie, 1. Earl of Southesk über, wurde 1690 von der Familie Sharp und später von den Brooks übernommen. 1826 wurde das Bauwerk nach den Entwürfen des schottischen Architekten William Burn erweitert. Weitere Umbauten wurden gegen Ende des Jahrhunderts vorgenommen. Während des Zweiten Weltkriegs nutzte das Militär Hoddom Castle. Ab den 1950er Jahren stand es leer und verfiel zusehends. In der Folge wurden weite Teile der Arbeiten aus dem 19. Jahrhundert abgebrochen, wodurch die ursprüngliche Festung wieder zu Tage trat.

## Trivia
Auf Hoddom Castle wurde 1909 in der Privatsammlung von E. J. Brook das erste Mal in Europa ein Paar Schmalschwanz-Paradieshopfe gehalten. Diese Vögel gehören zu den Paradiesvögeln und sind in ihrer Verbreitung auf die Bergwälder Neuguineas beschränkt.